# Operacija Lukavac 93
Operacija Lukavac 93 je naziv za vojnu operaciju koju je izvela Vojska Republike Srpske. Operacijom su srpske postrojbe zauzele gradić Trnovo i prostore planina Igmana i Bjelašnice.

## Uvod
Iako je na bosanskohercegovačkim ratištima gdje su se sukobljavali Srbi i Muslimani tijekom 1993., u vrijeme bošnjačko-hrvatskog sukoba, bilo relativno mirno, to se ne može reći za sva bojišta. Srbi su iskoristili hrvatsko-muslimanski sukob i za svoje ratne ciljeve.
S vojne strane, za ABiH to je bio povezivanje raskomadanog teritorija, dok je muslimanski politički vrh je na te ofenzive i osvajanja gledao u smislu stalnih pregovora o trima nacionalnim republikama, radi postizanja cilja od najmanje 33,3% teritorija pod nadzorom i irealnom fiksacijom muslimanskog političkog vrha o izlazu na more. Srbi su pokušali izvući korist iz te situacije te su 1993. poduzeli par većih ofenziva. Operacija osobito je vrijedna pozornosti. Potpun uspješan ishod i da je međunarodna zajednica posve ostala postrani, doveo bi do kapitulacije vodstva u Sarajevu.
U siječnju su poduzeli napad na Brčko i Orašje kao pokušaj proširenja koridora. 
Od veljače do travnja trajala je Operacija Cerska, gdje je VRS razbila snage ABiH koje su u svojim ofenzivama prije došli do Bratunca. ABiH iz Srebrenice pretrpila je teški poraz ABiH i morala je predati oružje snagama UN za zamjenu za status "zaštićenog grada". 
General Ratko Mladić više je puta zapovijedio osvajanje Sarajeva. Ožujka 1993. skoro je VRS i uspjela. Probili su crte Armije RBiH u Azićima i Doglodima i tenkovima krenuli prema gradu. 
VRS je žestoko nekoliko mjeseci napadala Goražde i proljeća 1993. godine pao je Grebak, poznatiji kao “Put spasa”, čime je Goražde potpuno blokirano i onemogućena izravna suradnja snaga ABiH oko Sarajeva i Goražda. Sarajevsko – romanijski korpus VRS je sjeverno od Sarajeva u novoj ofenzivi zauzeo Ravni Nebožić i u isto vrijeme žestoko napao na jahorinsko – treskavičkom pravcu; svibanjski napad na plato Trebevića koje je ABiH poduzela radi vraćanja borbenog morala rezultirala je teškim porazom uz velike gubitke.
Svibnja iste godine VRS opet pokušava napadnim akcijama proširiti koridor kod Brčkog. U isto vrijeme ofenziva i pobjeda VRS kod Žepe, rezultiraju demilitarizacijom Žepe i statusom "zaštićenog grada". ABiH, zavarana uspjesima protiv Hrvata koji nisu bili rezultat stvarne snage, nego izdaje saveznika, upustila se od siječnja pa sve do lipnja 1993. u ofenzivu ka Goraždu i Višegradu. Stigla je do Rudog i ubacila i diverzante u Srbiju preko Drine. VRS je potom razbila ABiH čije su postrojbe gotovo sasvim u goraždansku enklavu. U srpnju je VRS krenula u bitku za brdo Žuč iznad Sarajeva. 
Srpnja 1993. VRS je poduzela operacija Sudjelovanje, znanu kao bitku za "strujni koridor", gdje je VRS s 10.000 vojnika pokušala proširiti koridor kod Brčkog prvenstveno, da bi pod svoj nadzor stavili dalekovod koji je strujom trebao opskrbljivati Bosansku Krajinu.
Na drugom mjestu, VRS srpnja 1993. poduzima Operaciju Lukavac. Operacija je bila odgovor srpskih snaga na muslimansko zauzimanje Trnova, Rogoja, južnih padina Jahorine i planine Kovača i presijecanje komunikacija koje povezuju dio Hercegovine pod srpskim nadzorom s ostalim djelovima BiH koje su držale srpske snage.
Operacijom se željelo potpuno zatvoriti opkoljeno Sarajevo. Zbog pritiska međunarodne javnosti vrh RS odustao je tijekom operacije od zauzimanja Sarajeva pa se odlučio na zauzimanje okolnog područja i potpuno zatvaranje grada, čime je želio napraviti pritisak na sarajevske vlasti. Spajanjem Sarajevsko-romanijskog i Hercegovačkog korpusa postiglo bi se bolje pregovaračke pozicije u mirovnim pregovorima. General Ratko Mladić nije poslušao, nego je krenuo na Sarajevo.

## Tijek operacije
Operacijom je izravno zapovijedao glavni stožer i njegov zapovjednik general-pukovnik Ratko Mladić uz sudjelovanje Sarajevsko-romanijskog i Hercegovačkog korpusa VRS te postrojbi iz cijele RS. Sarajevsko-romanijski i Hercegovački korpusi sudjelovali su s ovim postrojbama: 1. Sarajevska mehanizirana brigada, 2. Sarajevska laka pješačka brigada, 1. Ilidžanska pješadijska brigada, 1. Igmanska pješačka brigada, 11. Hercegovačka laka pješačka brigada i 18. Hercegovačka laka pješačka brigada (Gacko). Uz njih angažirane su u potpunosti dvije elitne postrojbe Glavnog stožera, 1. gardijska brigada GŠ VRS i 65. Zaštitni puk. Ove dvije postrojbe skupa su imale 3000-4000 vojnika. VRS je u operaciji ukupno pokrenula oko 10.000 vojnika.
Od 27. do 28.srpnja Garda Panteri (1. mijeljinska laka pješačka brigada) poslana je na položaje 1. Gardijske i 65. Zaštitnog puka, radi odmaranja potonjih. Na strani ABiH sudjelovale su djelimice ili u cijelosti: 4. motorizirana, 8. brdska, 9. brdska, 81. brdska, 82. brdska, 43. brdska i 49. brdska. Sveukupno je ABiH na početku ove operacije imao oko 10000 vojnika. Ključnu ulogu odigrala je Gatačka brigada.
VRS je prekinula koridor od Trnova do Goražda i zauzela Trnovo. Srpski zapovjednik general Mladić krenuo je u ambicioznom pravcu. Krenuo je ka žili kucavici za Sarajevo i pokušao presjeći put za Sarajevo preko Bjelašnice i Igmana. U akciji su korištene i "Gazele".
Neposredno po izbijanju i uspješnom sprovođenju napadnih akcija VRS-a, glavni stožer ABiH poslao je kao pojačanje elemente 7. Muslimanske i 17. Krajiške brigade, koje su povukle s crte protiv Hrvata u srednjoj Bosni, uz skup trupa iz čitavog 1. Korpusa ABiH jačine jedne brigade, radi pokušaja vraćanja ovih položaja.
Do kolovoza snage VRS zauzele su Rogoj, Trnovo, Grebak, Treskavicu, Bjelašnicu i dio Igmana. Zapovjedni sustav ABiH u obrani Igmana raspao se. Postrojbe ABiH su se povlačile, a VRS su mirovale. Razlog je što je Radovan Karadžić 2. kolovoza nazvao generala Gveru i zapovijedio "U Sarajevu ne odgovarati. Ni muva ne smije da se čuje. Problem je u tome što nas navlače da uzmemo Igman i brda oko Sarajeva, da bi nas Amerikanci izbombardovali."
Srećom po stanovništvo tog kraja, jer bi zauzimanje značilo etničko čišćenje, izgleda da je Karadžićeva procjena bila pogrešna, ili se radilo o dvostrukoj igri srpske strane gdje je Karadžić igrao ulogu kooperativnog, a Mladić neposlušnog, koji je sprovodio stvarne srpske namjere. General Mladić je 4. kolovoza odbio poslušati Karadžićevu zapovijed i zapovijedio postrojbama poći ka Malom polju i zatvoriti novi obruč oko Sarajeva. Tad je kroz tek prokopani tunel na Igman izašlo nekoliko tisuća novih boraca. Tada su pristigle spomenute postrojbe iz srednje Bosne, 7. muslimanska, 17. krajiška i 302. travnička brigada.
Operacija Lukavac 93 završila je potpunom pobjedom VRS-a. ABiH se djelomično povukla s Igmana, a Sarajevu za prijetila kapitulacija. Zbog pritiska međunarodne javnosti VRS je odustala od zauzimanja Sarajeva, ali i zauzimanje okolnih područja rezultiralo je daljnjim patnjama civila.
Pod pritiscima međunarodne zajednice poslije vojnog uspjeha VRS i pregovora koji su se odvijali u Ženevi, VRS se morala povući s Igmana i Bjelašnice. Planine su proglašene za demilitariziranu zonu koja nije nikada zaživjela.

## Vanjske poveznice
- (srp.) Odbrana Igmana 1993
- (boš.) Klix Irvin P.: Zaboravljena bitka na Proskoku: Kako se u ljeto 1993. branilo Sarajevo, 27. srpnja 2016.